# Roches de Borée
Les roches de Borée sont un sommet situé dans le Massif central, dans la commune de Borée, en Ardèche. Il s'élève à 1 315 mètres d'altitude au sein du massif du Mézenc.